# Puur plantaardige olie
PPO (puur plantaardige olie) is een biobrandstof vervaardigd uit geperste oliehoudende zaden of pitten, zoals koolzaad, zonnebloempitten, palmvruchten of sojabonen. PPO is biochemisch opgeslagen zonne-energie en bevat ongeveer 9,2 kWh (of 33,7 MJ, bijna net zoveel als dieselolie: 35,1 MJ) per liter. Rudolf Diesel, de uitvinder van de dieselmotor, liet in 1897 zijn eerste dieselmotor al op pindaolie lopen.

## Toekomst
In opdracht van de Europese Unie, en onder leiding van het Nederlands Normalisatie Instituut waarbij een achttal Europese landen hun bijdragen leveren, wordt de laatste hand gelegd aan een Europese (CEN) brandstofstandaard voor PPO. Deze standaard moet vanaf 2012 geldend zijn. Meerdere Europese producenten van tractoren zullen vanaf dat tijdstip de fabrieksinstellingen van hun motoren geschikt maken voor gebruik van PPO. In de aanvangsdocumenten van het gevormde consortium wordt PPO gekenschetst als een bio/agro-brandstof met de hoogste potentie m.b.t. ecologische, economische, en maatschappelijk aspecten van alle bio/agro-brandstoffen.
De doelstelling van de Europese Unie is dat in 2010 5,75 procent van het totale volume gebruikte motorbrandstof van hernieuwbare (biomassa) bronnen afkomstig is.
PPO wordt in de Europese richtlijnen 2003/30 en RED-2009/28/EG hierover prominent genoemd en kwalificeert zich uitstekend als vervanger van dieselolie.

#### Koolzaadteelt
In Nederland en België wordt verhoudingsgewijs nog weinig koolzaad geteeld. In de landen om ons heen daarentegen is koolzaad een vaste teelt die voorafgaat aan de teelt van granen. Het wordt in zogenaamde wisselteelt toegepast, om de 3-4 jaar. Koolzaad wordt primair gebruikt voor het verbeteren van de grondstructuur. Het levert per hectare 16-17 ton droge stof op. Daarvan wordt 8 ton bovengronds gewonnen. Circa 4000/4500 kg koolzaadkorrels, en circa 4000 kg stro (±23%/ha). De koolzaadkorrels de basisgrondstof voor PPO, geeft na persing circa 1350/1400 kg olie (circa 1400-1500 liter olie) (±8%/ha) en circa 2650/2800 kg. hoogwaardig plantaardig eiwit (±16%/ha), met een goede aminozurenstructuur en een groot aandeel onverzadigde vetzuren (omega 3), inclusief de natuurlijke vitamines A en E. Het wordt toenemend ingezet als eiwitrijke diervoedercomponent, in plaats van het (genetisch gemodificeerde) soja en het voorziet daarmee tevens in de behoefte aan natuurlijke eiwitten die anders vanuit overzee geïmporteerd moeten worden.
Ca. 9 ton (±53% /ha) van de oogst blijft achter in de bodem als wortelgestel en wordt omgezet in humus. Bij een gezonde landbouwmethode komt stalmest gemengd met het stro, weer terug op de akker. Dit zorgt ervoor dat het geteelde vervolggewas een hogere opbrengst genereert (bv. granen een tot 30% hogere opbrengst). Koolzaadteelt dient dus als opbrengst verbetering van vervolg voedselgewassen. De meeste andere gewassen voor "wisselteelt" hebben een relatief hoge bovengrondse gewasopbrengst, maar putten daarnaast de bodem uit en laten vrijwel geen humus achter. Organische (dierlijk) meststoffen in plaats van kunstmest zijn uitstekend toepasbaar bij koolzaadteelt (denk aan mestoverschotten). In de gehele keten van akker tot tank worden in principe geen chemicaliën gebruikt.

## Toepassingen
De auto-industrie is vooralsnog terughoudend ten opzichte van het gebruik van PPO. In Duitsland, de PPO-bakermat, rijden inmiddels meer dan 60.000 voertuigen, en zelfs locomotieven op PPO. Een netwerk van ruim 700 tankpunten voor PPO is in Duitsland reeds beschikbaar. De eerste motorenfabrieken experimenteren echter al in hun laboratoria met PPO.
In Nederland is het concept in 2003 door Solaroilsystems geïntroduceerd. Intussen hebben zij ruim 250 voertuigen voor PPO aangepast, waaronder een groot aantal voertuigen van McDonald's.
In België bracht de industriële groepering Enerko met gegevens en studies uit Duitsland en gesteund door Solaroilsystems de regeringsmandatarissen tot accijnsvrijstelling in 2006. Haar firma Davalltech bvba maakte en installeerde oliepersinstallaties voor een tiental boeren in en rond Vlaams Brabant. In deze periode ontstond de belangenorganisatie PPO en ook het Vlaams Agrarisch Centrum richtte vanaf toen koolzaadcursus in voor boeren. Drie overheidsdiensten binnen landbouw kregen demonstratiesteun voor onderzoek rond persing en oliekoeken. De landbouwdienst van Vlaams Brabant PAC in Herent doet ook onderzoek naar de teelt en perst zelf koolzaad en gebruikt de olie in hun dienstvoertuigen. Er zijn een vijftal ombouwfirma's die dieselmotoren op PPO aanpassen, zodat we reeds kunnen spreken van een nieuwe economische sector. Belgische leveranciers van groene stroom Ecopower, BeauVent en Electrawinds gebruiken PPO en trachten PPO te produceren voor stroomgroepen. Naar schatting rijden er 200 voertuigen in België op PPO en zijn er enkele tientallen warmtekrachtkoppelingen die op PPO functioneren. Ook Denemarken, Groot-Brittannië, Ierland, Oostenrijk, Polen, en Frankrijk zijn actief op deze basisbrandstof. De technieken voor aanpassing voor PPO zijn al zo ver gevorderd dat de eerste vrachtwagens al meer dan 1 miljoen kilometer op PPO hebben gereden.

## Techniek
De technieken voor aanpassing van dieselmotoren op PPO worden steeds verder ontwikkeld en steeds beter.
Naast de 1- en 2-tanksystemen, zijn er nieuwe technieken gekomen, waarbij het motormanagement wordt aangepast op twee soorten brandstof (dual-fuelprincipe).
Via de bestaande tank kan zowel dieselolie als PPO worden getankt in iedere willekeurige hoeveelheid.
Daarnaast zijn ontwikkelingen in gang gezet, om de viscositeit van PPO zodanig te verlagen dat het net zo vloeibaar wordt als dieselolie.
Puur gebruik in een verbrandingsmotor vereist aanpassingen aan het brandstofsysteem. Soms worden er andere verstuivers gemonteerd (in sommige gevallen zelfs een andere inspuitpomp) en wordt het inspuitmoment gewijzigd.
Echter in de meeste gevallen wordt gebruikgemaakt van een 2-tanksysteem in combinatie met brandstofverwarming om de viscositeit van de PPO te verlagen, zodat de originele verstuivers en inspuitpomp gehandhaafd blijven (die immers ontworpen waren voor diesel). Er wordt dan gestart op diesel en als de motor op bedrijfstemperatuur is, wordt overgeschakeld op PPO. De warmte van de motor wordt benut om de PPO te verwarmen, waardoor deze dunner wordt. PPO is namelijk dikker dan diesel en wordt daarom met een koude motor minder goed verbrand. Op bedrijfstemperatuur is de verbranding van PPO goed.
Bij common-raildieselmotoren zijn de aanpassingen om op "alternatieve oliën" te gaan rijden moeilijker vanwege de complexe inspuittechniek. Echter ook hier zijn worden nieuwe ontwikkelingen in gang gezet en worden inmiddels in Duitsland en Nederland uitgetest.
Naast deze ontwikkelingen zijn er op experimentele basis testprocedures opgestart om via biochemische weg de viscositeit en vlampunt van PPO te reduceren, waardoor het wellicht mogelijk wordt om zonder motoraanpassingen op deze biobrandstof te rijden.

## Milieuaspecten
Doordat PPO plantaardig is, is er sprake van een gesloten koolstofkringloop. De hoeveelheid CO2 uit de verbranding wordt door de planten waar PPO van wordt gemaakt weer opgenomen. De facto is PPO dan een CO2-neutrale biobrandstof. Daarnaast PPO bevat nauwelijks zwavel, de veroorzaker van de zogenaamde zure regen. Daarom wordt PPO beschouwd als een hernieuwbare (duurzame) brandstof, maar kan qua prijs (nog) niet concurreren met dieselolie. Om die reden besloten veel landen (Zweden, Duitsland, Oostenrijk, Spanje, Ierland) om PPO niet met accijns te belasten, om deze nieuwe alternatieve brandstof toegang te verschaffen tot de markt. In Nederland zijn twee projecten die voor een bepaalde tijd (tot eind 2010) van een accijnsvrijstelling gebruik mogen maken, voor een gelimiteerde hoeveelheid PPO. In België mag bij de boer accijnsvrij getankt worden. De busmaatschappij De Lijn heeft van de overheid wel accijnsvrijstelling gekregen. Verwacht wordt dat ook Nederland zal overgaan tot het accijnsvrij maken van PPO; immers iedere liter PPO vervangt 1 liter te importeren dieselolie, en reduceert 2,6 kg CO2 per gebruikte liter PPO.
Bij de teelt, productie en distributie worden over het algemeen echter wel fossiele brandstoffen gebruikt. Daarnaast wordt iets meer NO2 uitgestoten dan bij gebruik van brandstof op basis van aardolie. In Duitsland voldoen volgens de TÜV al een aantal op PPO rijdende voertuigen aan de Euro 4- en Euro 5-norm. Recente onderzoeken (2007), o.a. bij de Technische Hochschule Offenburg (departement 'Applied Sciences') en het BIFA Umweltinstitut, bevestigen de goede emissieresultaten t.o.v. dieselolie waarbij reducties zijn vastgesteld voor roet met 50-70% minder uitstoot en fijnstof met 50%.
De toenemende vraag naar biobrandstoffen wordt mede veroorzaakt door de maatregelen die diverse landen nemen om de CO2-emissies terug te dringen. Een ander element is de stijging van de prijzen voor aardolie.
PPO gemaakt van koolzaad is een van de meest "natuurlijke" brandstoffen en concurreert niet met voedsel.
Twee derde van de oogst, de z.g. koolzaadkoek, wordt opgenomen door de diervoederindustrie, en slechts een derde is bestemd als brandstof of als bak- en braadolie.
Het is ook een gewas dat in wisselteelt met weinig of geen meststoffen kan worden geteeld, zoals Deense onderzoeken laten zien.